# Halbparabelträger

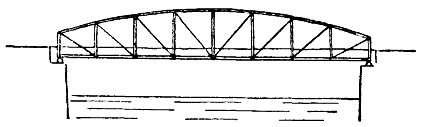
Halbparabelträger

Ein Halbparabelträger ist ein Fachwerkträger mit einem geradlinigen, horizontalen Gurt für die Fahrbahn und einem gemäß einer Parabel, polygonal gebogenen Gurt, deren Enden sich jedoch nicht berühren, sondern mit den beiden Enden eines vertikalen Pfostens verbunden sind. Die Träger bieten in der Seitenansicht die Form eines an beiden Enden abgeschnittenen Bogensegments.

## Beschreibung
Bei der häufigsten Form des Halbparabelträgers sind das Fachwerk und der gebogene Obergurt oberhalb des horizontalen Untergurts für die Fahrbahn angeordnet. Die Pfosten sind dabei in der Regel so hoch, dass zwischen der Fahrbahn und der Querverbindung der Obergurte zwischen den Pfosten ausreichend Platz für das Lichtraumprofil der Eisenbahn oder des Straßenverkehrs bleibt. Halbparabelträger wurden aber auch als Fischbauchträger mit weitgehend gleichen Konstruktionsprinzipien, aber anderen Druck- und Zuglasten ausgeführt. Anstelle eines gemäß einer Parabel geformten Gurtes wurden auch kreislinienförmige und polygonale Gurte verwendet.

## Geschichte
Der Halbparabelträger entstand aus dem Bestreben, die anfänglich üblichen Fachwerkträger mit parallelen Gurten materialsparender und damit kostengünstiger auszuführen. Dazu verwendete man die Erkenntnisse von Paulis, die Höhe des Fachwerks an die Größe der Biegemomente anzupassen. Der daraus entstehende gebogene Obergurt führte außerdem zu einem ästhetischeren Aussehen der Brücke. Anders als bei dem Pauliträger wurde der Obergurt jedoch nicht mit dem Untergurt verknüpft, um die mit den großen Knotenblechen verbundenen Probleme zu vermeiden und eine günstigere Versteifung an den Enden der Fachwerkträger zu erreichen. Für diese Fachwerkform erfand und gebrauchte man die Bezeichnung Halbparabelträger (obwohl die Form des Trägers nichts mit einer halbierten Parabel zu tun hat).
Die 1868 errichtete Eisenbahnbrücke Culemborg (damals Kuilenburg) über den Lek war die erste große Brücke mit Halbparabel-Fachwerkträgern. Ihre Spannweite von 154,4 m blieb lange Zeit unübertroffen. Sie war gleichzeitig die erste Brücke aus Stahl (Flusseisen); Halbparabelträger wurden aber auch später noch aus dem noch längere Zeit bevorzugten Schmiedeeisen hergestellt.